# Basílica Júlia
Basílica Júlia (em latim: Basilica Iulia) era uma basílica civil que ficava no Fórum Romano. Era um grande edifício público utilizado para encontros políticos e outros negócios oficiais durante os primeiros anos do Império Romano e atualmente restam apenas ruínas, principalmente as fundações, o piso, um pequeno canto no fundo com uns poucos arcos que era parte tanto do edifício original quanto das reconstruções posteriores e uma única coluna da primeira fase do edifício.
A Basílica Júlia foi construída no local onde ficava a mais antiga Basílica Semprônia (170 a.C.), ao longo da lateral sul do Fórum, em oposição à Basílica Emília. O edifício foi inaugurado em 46 a.C. por Júlio César, que financiou a obra utilizando o butim amealhado durante as Guerras Gálicas, mas a obra só terminou no reinado de Augusto, que batizou a basílica em homenagem a ele, que era seu pai adotivo.

## História e utilização
O edifício foi praticamente destruído logo depois de ter sido inaugurado, mas foi restaurado e reinaugurado em 12 d.C.. Em 283, depois de um outro incêndio, o imperador Diocleciano o restaurou novamente.
A Basílica Júlia abrigava as cortes de direito civil e tabernas (lojas) e provia espaços para assuntos oficiais e para atividades bancárias. No século I, ela também foi utilizada para abrigar as sessões dos centúviros ("Corte dos Cem"), que tratava de assuntos relacionados a heranças. Em suas "Epístolas", Plínio, o Jovem, descreve uma situação na qual ele defendeu uma senhora de status senatorial cujo pai, de mais de oitenta anos, a deserdou dez dias antes de se casar novamente. O edifício era o local de encontro preferido dos romanos e no piso do pórtico estão ainda hoje rasuras de tabuleiros de jogos inscritos no mármore branco. Uma pedra, originária do segundo andar do lado de frente para a Cúria Júlia, está gravada uma grade de oito por oito que servia de tabuleiro para um destes jogos.
O edifício foi parcialmente destruído durante o saque de Roma por Alarico (410) e se arruinou daí em diante. Uma parte da basílica foi transformada numa igreja no século VII ou VIII. Atualmente, o local é pouco mais do que uma área retangular nivelada e elevada cerca de um metro acima do nível da rua, com blocos jogados de rocha no interior. Uma fileira de degraus de mármore segue por toda a lateral da basílica de frente para a Via Sacra e há também um acesso a partir de um lance mais alto de escadas (por causa do nível mais baixo da rua) na extremidade perto do Templo de Castor e Pólux.

## Escavações
O local foi escavado por Pietro Rosa em 1850, que reconstruiu uma única coluna de mármore e seus suportes em travertino. Em 1852, segmentos de concreto da abóbada com o revestimento em estuque foi recuperado, mas acabou destruído em 1872.